# P. O. Box 1142

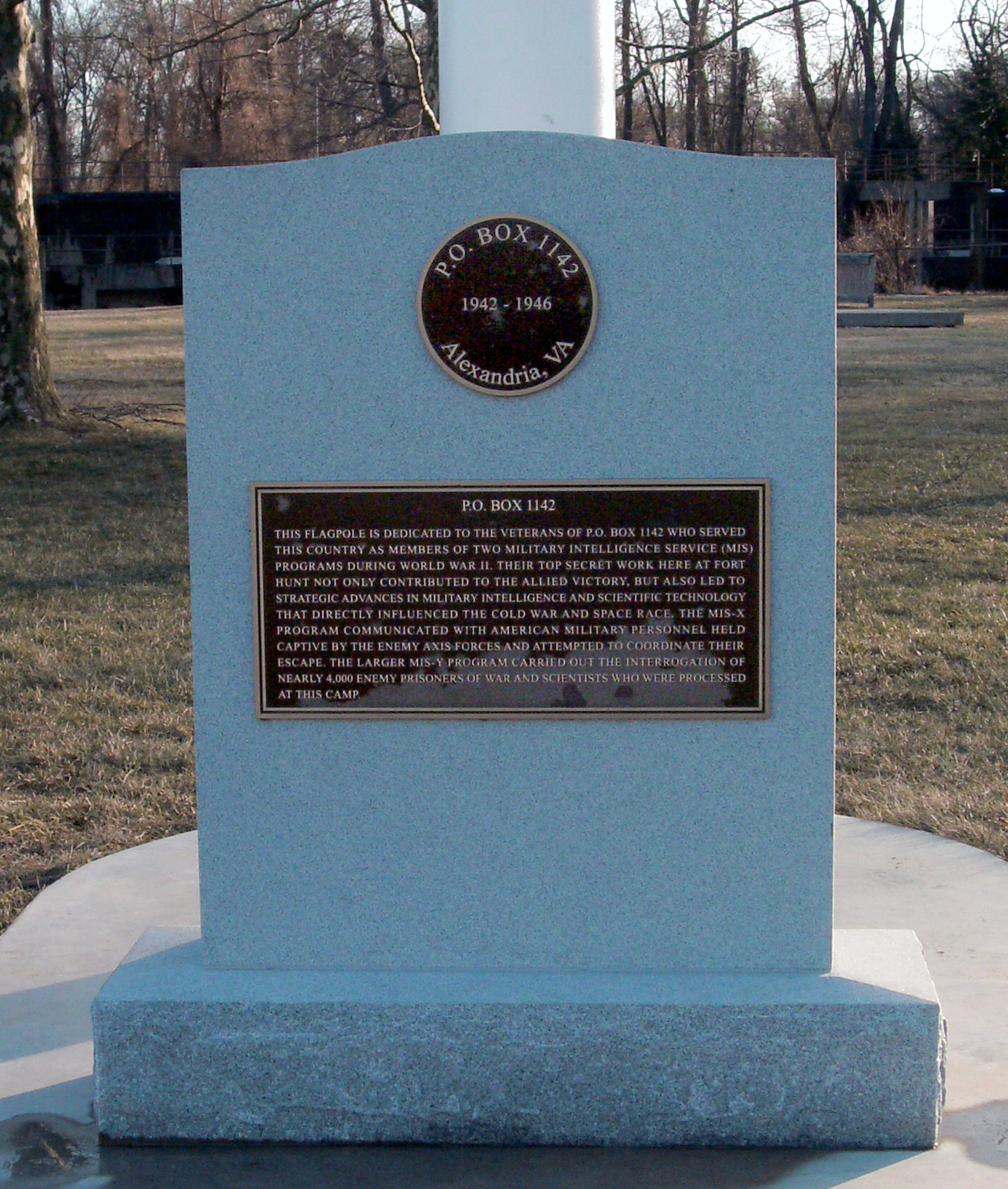
Plaque commémorative au P. O. Box 1142 à.

P. O. Box 1142 est une installation secrète américaine de renseignement militaire qui a fonctionné pendant la Seconde Guerre mondiale à Fort Hunt en Virginie. Le service américain de renseignement militaire avait deux ailes spéciales, connues sous le nom MIS-X (en) et MIS-Y. Si le programme MIS-X était axé sur les activités de fuite et d'évasion de prisonniers de guerre américains en Europe, le MIS-Y était responsable de l'interrogation des prisonniers de guerre.
Connus par leur nom de code — l'adresse postale « P. O. Box 1142 » — de nombreux prisonniers notables ont été logés sur ce site dont Wernher von Braun, Reinhard Gehlen, Werner Henke ou Heinz Schlicke (en).
Le camp a été actif de 1942 à 1946.